# Milial渡假酒店
株式會社Milial Resort Hotels（英語:Milial Resort Hotels Co., Ltd.）是位於日本千葉縣浦安市舞濱之飯店管理營運企業。
Milial Resort Hotels負責經營Oriental Land(OLC)集團企業旗下之「迪士尼大使大飯店」、「東京迪士尼觀海景大飯店」、「東京迪士尼樂園大飯店」，及「椰林＆噴泉中庭飯店」等四家飯店。

## 社名由来
「milial」是由「家族的（familial）」及「回憶（memorial）」組合而成的單字。
OLC集團內經常使用三個英文字母縮寫代表各公司的略稱，而這個社名的縮寫MRH與前社名（舞濱渡假區飯店 Maihama Resort Hotels）的英文縮寫相同，因此有一說是為了降低社名變更帶來的影響，才選用這個社名。

## 歷史
- 1996年6月12日 - 株式會社舞濱渡假區飯店成立
- 2000年7月7日 - 迪士尼大使大飯店開業
- 2001年9月4日 - 東京迪士尼觀海景大飯店開業
- 2005年2月25日 - 椰林＆噴泉中庭飯店開業
- 2006年7月1日 - 紀念創業10週年，變更商號為「株式會社Milial Resort Hotels」。開設公司官方網站（在此之前僅有各飯店之官方網站）。
- 2008年7月8日 - 東京迪士尼樂園大飯店開業

## 相關連結
- 官方網站（日文・英文） （页面存档备份，存于）
- 公司概要（中文）
- 迪士尼飯店中文官方網站 （页面存档备份，存于）
- 椰林＆噴泉中庭飯店中文官方網站